# Исахая Такэхару
Исахая Такэхару (яп. 諫早 武春, 14 мая 1847 — 3 августа 1862) — самурай княжества Сага периода Эдо, 15-й глава рода Исахая.

## Биография
Родился 14 мая 1847 года в семье Исахаи Сигэтаки, 13-го владетеля деревни Исахая, и Отами, дочери Набэсимы Наринао, даймё Саги. Его детское имя — Масутиё (益千代), такое же как у отца.
17 марта 1848 года его отец Сигэтака скончался. Поскольку Такэхару был ещё младенцем, его дядя Исахая Сигэтанэ унаследовал главенство в семье. В марте 1853 года Сигэтанэ ушёл в отставку, и Такэхару стал главой рода. Вместо малолетнего главы делами управлял его дядя по материнской линии, Кумасиро Кэнсай (1808—1860), сын Набэсимы Наринао.
В связи с участившимися случаями появления иностранных кораблей в Нагасаки, даймё Наринао приказал разместить вассалов Исахаи в деревне Ягами (ныне район города Нагасаки) для усиления обороны порта. Для покрытия расходов на защиту Нагасаки роду разрешили освоить мелиорированные земли на других территориях.
В мае 1858 года даймё Набэсима Наомаса похвалил всю семью Исахая за усердие в охране Нагасаки. В 1860 году Такэхару обручился с Цунэхимэ, второй дочерью Набэсимы Наомасы.
Исахая Такэхару умер 3 августа 1862 года в возрасте 15 лет. Был похоронен в семейном храме Тэнъю-дзи в Исахае. Его дядя, Исахая Итигаку, унаследовал главенство в семье.